# Langnes (Troms)
Pour les articles homonymes, voir Langnes.
Langnes est une localité du comté de Troms, en Norvège.

## Géographie
Administrativement, Langnes fait partie de la kommune de Lenvik.